# Настыль
Настыль — нарост в виде бугра или кольца из тугоплавкой массы на поверхности огнеупорной кладки шахтных и трубчатых металлургических печей. Oбразуется обычно из-за неблагоприятного взаимодействия раскалённой шихты с огнеупорной футеровкой, может также возникнуть из-за отклонений от регламента в ходе плавки (низкое качество сырья, неровный ход печи и др.) Удаление настылей возможно либо механическим способом, либо путём смены состава шихты и температурного режима.
Настыль не следует путать с гарнисажем — защитным слоем, намеренно создаваемым на внутренней (рабочей) поверхности стенок некоторых металлургических устройств и сооружений.